# Wilhelm von Gumppenberg
Wilhelm Erhard Freiherr von Gumppenberg (* 28. Dezember 1795 in Landshut; † 27. März 1847 in Wallenburg) war ein bayerischer Offizier und Politiker.

## Leben
Wilhelm von Gumppenberg entstammte dem alten bayerischen Adelsgeschlecht Gumppenberg. Er war der Sohn des Freiherrn Kajetan Joseph Anton Johann Nepomuk Hieronymus von Gumppenberg (1760–1824) und dessen Gattin Sophia, geborene von Weitersheim.
Er wurde im Kadettenkorps München erzogen, trat 1812 als Leutnant in die Bayerische Armee ein und nahm 1813/14 an den Freiheitskriegen gegen Frankreich teil, bei deren Ende er zum Oberleutnant avancierte. Gumppenberg wollte Diplomat werden und ließ sich 1820 in solcher Eigenschaft an die Bayerische Gesandtschaft in Dresden abordnen. Nach zwei Jahren musste er in den aktiven Militärdienst zurückkehren und wurde am 9. Oktober 1825 zum persönlichen Adjutanten des Kronprinzen und nachmaligen Königs Ludwig I. ernannt. Bald nach dessen Thronbesteigung bestimmte ihn dieser zum Adjutanten seines Sohnes, des späteren Königs Maximilian II. 1828 wechselte Gumppenberg als Hauptmann in den Generalquartiermeisterstab.
1829 vermählte er sich mit Sophie Freiin von Gumppenberg (1807–1874), der Tochter seines Vetters Maximilian. 1830 erwarben die Eheleute Schloss Wallenburg bei Miesbach. Um das Schlossgut effizient zu bewirtschaften, nahm Gumppenberg 1831 seinen Abschied aus der Armee, blieb jedoch in der Stellung eines Offiziers à la suite. Aus der Ehe ging hervor:
- Karl (1833–1893), Kgl. bayer. Oberpostmeister und Vorstand des Oberpostamts in Bamberg, ⚭ 1863 Engelberta Sommer (1839–1920).

1840/41 begleitete Gumppenberg den späteren König Maximilian II. als frisch ernannter Major à la suite auf eine Griechenlandreise, laut Armeebefehl vom 3. Januar 1842 erhielt er das Ritterkreuz in Gold, des griechischen Erlöser-Ordens.
Von 1840 bis zu seinem Tod gehörte er als Abgeordneter der Klasse V der Kammer der Abgeordneten im Bayerischen Landtag an.
Die Parlamentsdatenbank des Hauses der Bayerischen Geschichte hält folgende Beurteilungen über seine Person fest:
- 1839: Gute Vermögensverhältnisse. Im Landrat als Opponent gegen die Regierung aufgetreten. Wird der ziemlich zahlreichen Partei jener Adligen angehören, welche der Ansicht huldigen, daß man sich auf die Seite des Volkes werfen und unbedingt dessen Rechte, auch wenn sie nicht begründet wäre, verteidigen müsse, um so den Adel selbst zu retten.
- 1845: Schlechte Vermögensverhältnisse, neigt zur Opposition.

Gumppenberg fungierte u. a. als Vorstand der Stadtkapelle Miesbach. Außerdem verfasste er Unterhaltungsgeschichten sowie landwirtschaftliche und historische Abhandlungen. Er gehörte dem Historischen Verein von Oberbayern und stellte eine umfangreiche Liste mit den Gefallenen der Sendlinger Bauernschlacht zusammen, die in dem Buch Ehrenspiegel des glorreichen Hauses Wittelsbach (1867) abgedruckt ist.
Der bayerische Diplomat Friedrich von Luxburg war sein Schwager, der Dichter Hanns von Gumppenberg (1866–1928) sein Enkel.

## Werke (Auswahl)
- Die letzten Scaliger von Verona, als oberbayerische Edelleute, ein Beitrag zur Geschichte dieses in der Mitte des XVII. Jahrhunderts erloschenen Geschlechts. Nachdruck aus dem Oberbayerischen Archiv für vaterländische Geschichte, Band VII, Heft 1. Gedruckt bei Georg Franz, München  1845 (Online – Google-Buchsuche).